# Colin Firth
Colin Andrew Firth (nacido el 10 de septiembre de 1960; Hampshire) es un actor y productor británico. Ha recibido numerosos reconocimientos, incluyendo un Premio Óscar, dos Premios BAFTA y un Premio Globo de Oro, así como nominaciones a dos Premios Primetime Emmy. En 2011, Firth fue nombrado Comendador de la Orden del Imperio Británico (CBE) por sus servicios al arte dramático, y apareció en la lista de las 100 personas más influyentes del mundo de la revista Time.
Identificado a mediados de la década de 1980 con el llamado Brit Pack de jóvenes actores británicos en ascenso, protagonizó películas como A Month in the Country (1987), Tumbledown (1988) y Valmont (1989). Su interpretación del Mr. Darcy en la adaptación televisiva de 1995 de Orgullo y prejuicio, de Jane Austen, le otorgó una gran popularidad, lo que le llevó a participar en producciones más reconocidas como El paciente inglés (1996), Shakespeare enamorado (1998), La importancia de llamarse Ernesto (2002) y Love Actually (2003).
Interpretó a Mark Darcy en la saga cinematográfica de Bridget Jones (2001–2025), y también actuó en la comedia musical Mamma Mia! (2008) y su secuela Mamma Mia! Here We Go Again (2018).
Firth ganó el Premio Óscar al mejor actor por su interpretación del rey Jorge VI en el drama histórico El discurso del rey (2010). Anteriormente fue nominado al Óscar por su papel de un hombre gay en duelo en el drama romántico A Single Man (2009), por el cual recibió el Premio BAFTA al mejor actor y la Copa Volpi al mejor actor. Más adelante interpretó al agente secreto Harry Hart en Kingsman: The Secret Service (2014) y su secuela Kingsman: The Golden Circle (2017).
También actuó en películas como El topo (2011), El regreso de Mary Poppins (2018), 1917 (2019), Supernova (2020) y El arma del engaño (2021).
En televisión, fue nominado a los Premios Emmy por su papel del Dr. Wilhelm Stuckart en la película de la BBC Conspiracy (2001), y por su interpretación de Michael Peterson en la miniserie de HBO The Staircase (2022).
En 2012, fundó la productora Raindog Films, con la que fue productor de Eye in the Sky (2015) y Loving (2016).

## Biografía
Colin Firth es hijo del catedrático de historia David Norman Lewis Firth y de la catedrática de teología comparada Shirley Jean Firth (nacida Shirley Jean Rolles) y nació el 10 de septiembre de 1960 en Grayshott (Inglaterra). Dos semanas después de su nacimiento, la familia se mudó a Nigeria. Tiene un hermano llamado Jonathan y una hermana llamada Kate, ambos actores. Tres de sus cuatro abuelos eran misioneros metodistas en Nigeria. Regresó a Inglaterra a la edad de cinco años e ingresó en la elitista escuela de Winchester.
En su etapa escolar empezó a interesarse por la interpretación, acudiendo a estudiar al Centro Dramático de Chalk Farm donde estaría dos años; allí fue «descubierto» mientras interpretaba el papel de Hamlet. Poco después debutaría en el teatro londinense del West End en el papel de Bennet.
Desde 1989 a 1994 mantuvo una relación con la actriz estadounidense Meg Tilly, y en 1990 tuvieron un hijo, William Joseph Firth.
En 1995 tuvo un breve romance con su compañera de reparto, Jennifer Ehle, que solo recibió la atención de los medios tras su separación.

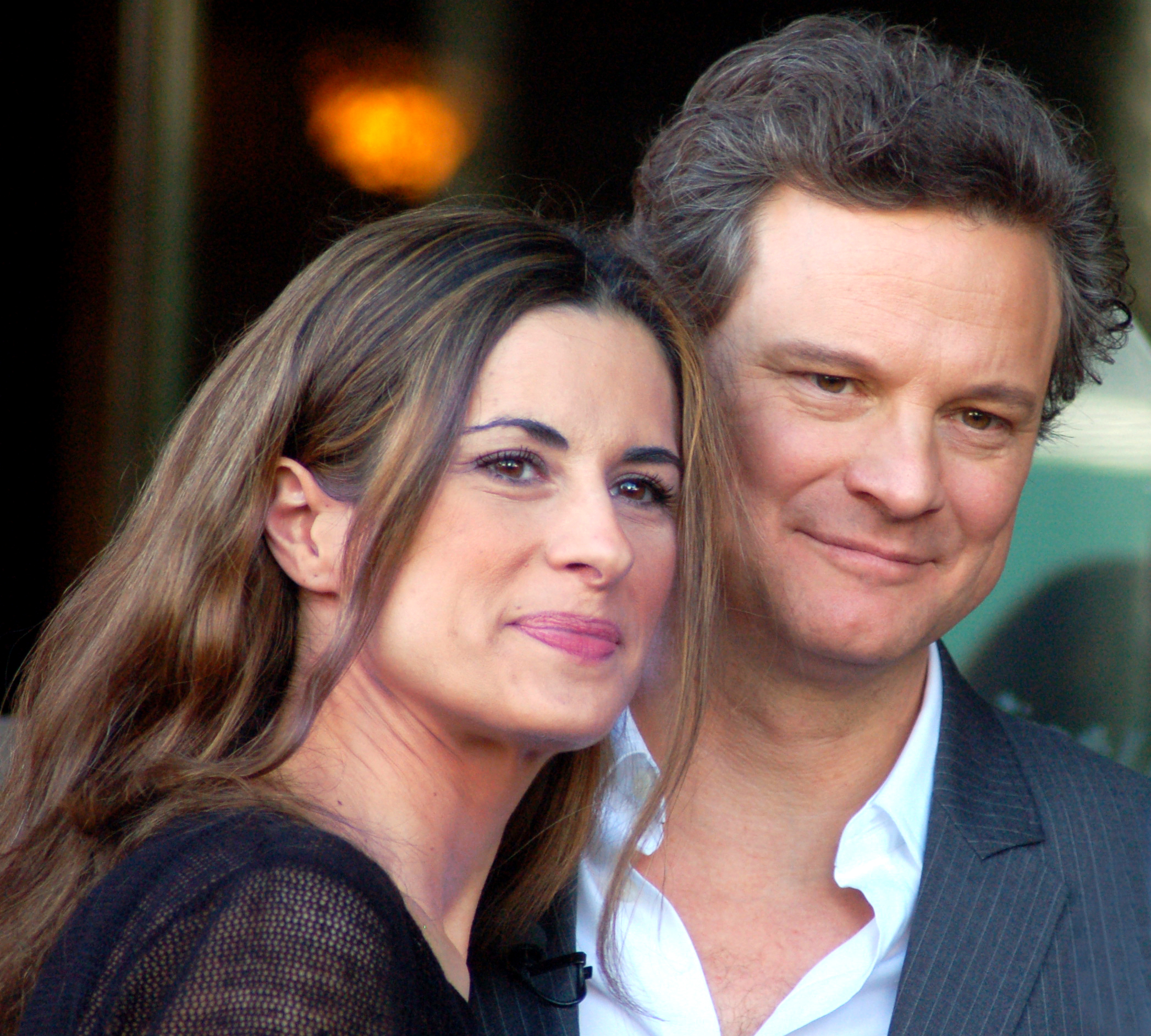
Firth con su esposa Livia Giuggioli en 2011.

En 1997 se casó con la productora de cine italiana, Livia Giuggioli. Tuvieron dos hijos, Luca y Matteo. Firth habla italiano con fluidez. La familia dividía su tiempo entre Wadsworth, en Londres, y Umbría, Italia. Anunciaron su separación en 2019, aunque ya habían pasado una separación en privado años antes pero se habían reconciliado.

## Trayectoria profesional
A mediados de la década de 1980 inició su carrera cinematográfica al intervenir en la versión cinematográfica de Otro país donde fue elegido para desempeñar el personaje de Judd. A continuación pasó a desempeñar una variedad de piezas tanto en el cine como en la televisión, entre las que destaca Valmont de Milos Forman.
Por su imagen de Robert Lawrence en 1989,recibió el premio como mejor actor secundario de la Royal Television Society,así como una nominación BAFTA.
Saltó a la fama por su interpretación en la miniserie de la BBC Orgullo y prejuicio (1995) lo que también le valió una nominación para los premios BAFTA por su interpretación del señor Darcy.
Posteriormente intervino en filmes de éxito comercial,como El paciente inglés (ganador de nueve premios Óscar)
Shakespeare in Love (que ganó siete estatuillas,entre ellas la de mejor actriz para Gwyneth Paltrow),El diario de Bridget Jones con Renée Zellweger,La joven de la perla con Scarlett Johansson.
En Mamma Mia!,película musical protagonizada por Meryl Streep que adaptaba una popular obra teatral sobre el grupo Abba,interpreta a Harry Bright,uno de los posibles padres de sophie (Amanda Seyfried).En Una familia con clase (2008) es el señor Whittaker,casado con Kristin Scott Thomas,padre de Ben Barnes y suegro de Jessica Biel.En el filme Génova (2008) es Joe, un viudo con dos hijos que se traslada a Italia después de la muerte de su mujer.Por su interpretación como profesor universitario homosexual en el drama Un hombre soltero (2009), película basada en una novela de Christopher Isherwood,fue candidato al Oscar en la categoría de mejor actor principal.En El retrato de Dorian Gray (2009),película protagonizada por Ben Barnes que está basada en una novela de Oscar Wilde, interpretó a Lord Henry Wotton.

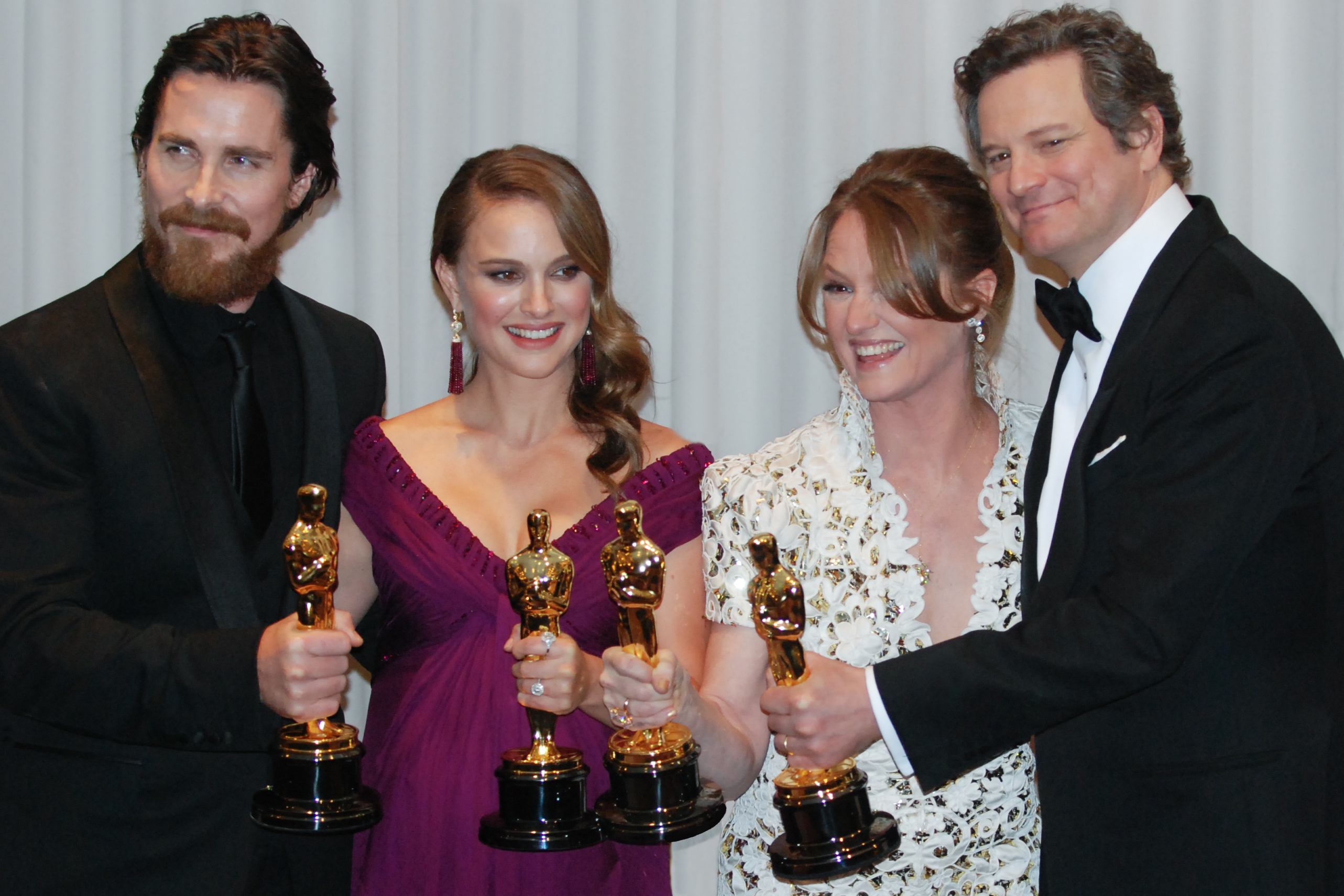
Christian Bale con Natalie Portman, Melissa Leo y Colin Firth en la entrega de los Óscar

La película El discurso del rey (2010) es el tartamudo Bertie,convertido en el rey británico Jorge VI tras la abdicación de su hermano Eduardo.Por su interpretación ganó el Oscar al mejor actor principal y un Globo de Oro como mejor actor dramático Colin Firth fue condecorado por la reina Isabel II de Inglaterra en el marco de la celebración de su cumpleaños en 2011.La laureada película El discurso del rey no solo le ha dado una estrella en el Paseo de la Fama de Hollywood,un Globo de Oro,un premio BAFTA,un Premio del Sindicato de Actores y el Oscar al Mejor Actor de 2010,sino también otro título no menos honorífico.La reina Isabel II según afirmaron en su momento allegados a la monarca se había sentido conmovida por la interpretación que Colin Firth había realizado de su padre,el rey Jorge VI.En el día del festejo por el cumpleaños de la reina,el actor fue nombrado comendador de la Orden del Imperio Británico.

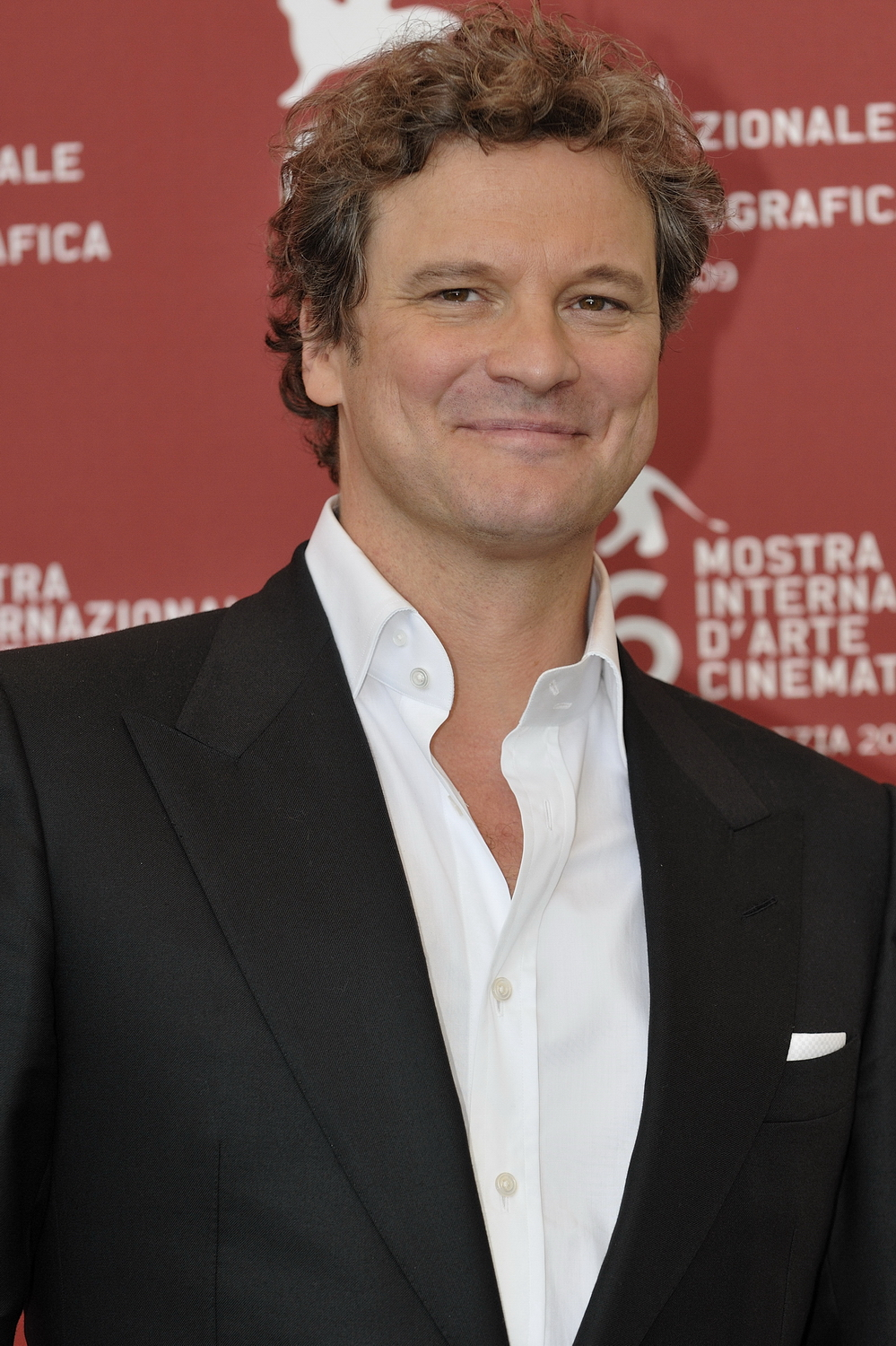
Firth en el Festival de Venecia de 2009.

Interpretó El topo (2011),un thriller basado en una novela de John le Carrécompartiendo créditos con Gary Oldman.En la comedia Un plan perfecto (2012) le acompañaba Cameron Diaz en un plan de estafa con la venta de un cuadro falso.Coprotagonizó junto a Nicole Kidman Un Largo Viaje (2013).Al año siguiente fue dirigido por Woody Allen en la comedia ambientada en la Costa Azul Magia a la luz de la luna (2014).Volvió a coincidir con Nicole Kidman en el thriller No confíes en nadie (2014).El mismo año estrenó el thriller de espionaje Kingsman:servicio secreto (2014),film basado en un cómic de Mark Millar.

## Filantropía
Firth ha hecho campaña por los derechos de los pueblos indígenas y tribales. En abril de 2012 protagonizó una campaña de la ONG Survival International para salvar a los indígenas awás de Brasil. Además ha hecho campaña en favor de los solicitantes de asilo, los derechos de los refugiados y el medio ambiente. Firth encargó, y se acredita como coautor, un artículo científico basado en un estudio sobre las diferencias en la estructura cerebral entre las personas de diferentes orientaciones políticas.

## Filmografía

### Cine

#### Actor
| Año                | Título original                              | Título en España                                | Personaje                          | Director                       |
| ------------------ | -------------------------------------------- | ----------------------------------------------- | ---------------------------------- | ------------------------------ |
| 1984               | Another Country                              | Otro país                                       | Tommy Judd                         | Marek Kanievska                |
| 1985               | 1919                                         | 1919                                            | Joven Alexander                    | Hugh Brody                     |
| 1987               | A Month in the Country                       | Un mes en el campo                              | Tom Birkin                         | Pat O'Connor                   |
| 1988               | Apartment Zero                               | Conviviendo con la muerte                       | Adrian LeDuc                       | Martin Donovan                 |
| 1989               | Valmont                                      | Valmont                                         | Valmont                            | Miloš Forman                   |
| 1990               | Wings of Fame                                | Wings of Fame                                   | Brian Smith                        | Otakar Votocek                 |
| 1991               | Femme Fatale                                 | Femme Fatale                                    | Joseph Prince                      | Andre R. Guttfreund            |
| 1992               | Mad at the Moon                              | Mad at the Moon                                 | Peluquero (Sin acreditar)          | Martin Donovan                 |
| 1993               | The Hour of the Pig                          | El abogado                                      | Richard Courtois                   | Leslie Megahey                 |
| 1994               | Playmaker                                    | El acto                                         | Michael Condron Ross Talbert       | Yuri Zeltser                   |
| 1995               | Circle of Friends                            | Círculo de amigos                               | Simon Westward                     | Pat O'Connor                   |
| 1996               | The English Patient                          | El paciente inglés                              | Geoffrey Clifton                   | Anthony Minghella              |
| 1997               | A Thousand Acres                             | Heredarás la tierra                             | Jess Clark                         | Jocelyn Moorhouse              |
| 1997               | Fever Pitch                                  | Fuera de Juego                                  | Paul Ashworth                      | David Evans                    |
| 1998               | Shakespeare in Love                          | Shakespeare enamorado                           | Lord Wessex                        | John Madden                    |
| 1999               | My Life So Far                               | Los secretos de la inocencia                    | Edward Pettigrew                   | Hugh Hudson                    |
| 1999               | The Secret Laughter of Women                 | La risa secreta de las mujeres                  | Matthew Field                      | Peter Schwabach                |
| 1999               | Blackadder: Back & Forth                     | Blackadder a través del tiempo                  | William Shakespeare                | Paul Weiland                   |
| 2000               | Relative Values                              | Gente con clase                                 | Peter Ingleton                     | Eric Styles                    |
| 2001               | Bridget Jones's Diary                        | El diario de Bridget Jones                      | Mark Darcy                         | Sharon Maguire                 |
| 2001               | Fourplay (Londinium)                         | Londinium                                       | Allen Portland                     | Mike Binder                    |
| 2002               | The importance of being Earnest              | La importancia de llamarse Ernesto              | Jack Worthing                      | Oliver Parker                  |
| 2003               | Hope Springs                                 | La encontré en Hope Springs                     | Colin Ware                         | Mark Herman                    |
| 2003               | What a Girl Wants                            | Un sueño para ella                              | Lord Henry Dashwood                | Dennie Gordon                  |
| 2003               | Girl with a Pearl Earring                    | La joven de la perla                            | Johannes Vermeer                   | Peter Webber                   |
| 2003               | Love Actually                                | Love Actually                                   | Jamie Bennett                      | Richard Curtis                 |
| 2004               | Trauma                                       | Trauma                                          | Ben Slater                         | Marc Evans                     |
| 2004               | Bridget Jones: The Edge of Reason            | El diario de Bridget Jones: Sobreviviré         | Mark Darcy                         | Beeban Kidron                  |
| 2005               | Where the Truth Lies                         | Where the Truth Lies                            | Vince Collins                      | Atom Egoyan                    |
| 2005               | Nanny McPhee                                 | La niñera mágica                                | Cedric Brown                       | Kirk Jones                     |
| 2007               | The Last Legion                              | La última legión                                | Aurelius Antonius                  | Doug Lefler                    |
| 2007               | And When Did You Last See Your Father?       | La última vez que vi a mi padre?                | Blake Morrison                     | Anand Tucker                   |
| 2007               | Then She Found Me                            | Cuando ella me encontró                         | Frank                              | Helen Hunt                     |
| 2007               | St. Trinian's School For Bad Girls           | Supercañeras: El internado puede ser una fiesta | Geoffrey Thwaites                  | Oliver Parker Barnaby Thompson |
| 2008               | The Accidental Husband                       | Marido por sorpresa                             | Richard Bratton                    | Griffin Dunne                  |
| 2008               | Mamma Mia!                                   | Mamma Mia!                                      | Harry Bright                       | Phyllida Lloyd                 |
| 2008               | Génova                                       | Génova                                          | Joe                                | Michael Winterbottom           |
| 2008               | Easy Virtue                                  | Una familia con clase                           | Jim Whittaker                      | Stephan Elliott                |
| 2009               | St Trinian's 2: The Legend of Fritton's Gold | St Trinian's 2: La leyenda del oro de Fritton   | Geoffrey Thwaites                  | Oliver Parker Barnaby Thompson |
| 2009               | Dorian Gray                                  | El retrato de Dorian Gray                       | Lord Henry Wotton                  | Oliver Parker                  |
| 2009               | A single man                                 | Un hombre soltero                               | George Falconer                    | Tom Ford                       |
| 2009               | A Christmas Carol                            | Cuento de Navidad                               | Fred (Voz y captura de movimiento) | Robert Zemeckis                |
| 2010               | The King's Speech                            | El discurso del rey                             | Jorge VI                           | Tom Hooper                     |
| 2010               | Steve                                        | Steve                                           | Steve                              | Rupert Friend                  |
| 2010               | Main Street                                  | Main Street                                     | Gus Leroy                          | John Doyle                     |
| 2011               | Tinker Tailor Soldier Spy                    | El topo                                         | Bill Haydon                        | Tomas Alfredson                |
| 2011               | Arthur Newman                                | Arthur Newman                                   | Arthur Newman Wallace Avery        | Dante Ariola                   |
| 2012               | Gambit                                       | Un plan perfecto                                | Harry Deane                        | Michael Hoffman                |
| 2012               | Stars in Shorts                              | Stars in Shorts                                 | Steve                              | Rupert Friend                  |
| 2013               | The Railway Man                              | Un largo viaje                                  | Eric Lomax                         | Jonathan Teplitzky             |
| 2013               | Devil's Knot                                 | Condenados                                      | Ron Lax                            | Atom Egoyan                    |
| 2014               | Magic in the Moonlight                       | Magia a la luz de la luna                       | Stanley Wei Ling Soo               | Woody Allen                    |
| 2014               | Before I Go to Sleep                         | No confíes en nadie                             | Ben Lucas                          | Rowan Joffé                    |
| 2014               | Kingsman: The Secret Service                 | Kingsman: servicio secreto                      | Harry Hart Galahad                 | Matthew Vaughn                 |
| 2016               | Genius                                       | El editor de libros                             | Maxwell Perkins                    | Michael Grandage               |
| 2016               | Bridget Jones's Baby                         | Bridget Jones' Baby                             | Mark Darcy                         | Sharon Maguire                 |
| 2017               | Kingsman: The Golden Circle                  | Kingsman: el círculo dorado                     | Harry Hart Galahad                 | Matthew Vaughn                 |
| 2017               | The Mercy                                    | Un océano entre nosotros                        | Donald Crowhurst                   | James Marsh                    |
| 2017               | The Happy Prince                             | The Happy Prince                                | Reggie Turner                      | Rupert Everett                 |
| 2018               | Mary Poppins Returns                         | El regreso de Mary Poppins                      | William Weatherall Wilkins         | Rob Marshall                   |
| 2018               | Kursk                                        | Kursk                                           | David Russell                      | Thomas Vinterberg              |
| 2018               | Mamma Mia! Here We Go Again                  | Mamma Mia! Una y otra vez                       | Harry Bright                       | Ol Parker                      |
| 2019               | 1917                                         | 1917                                            | General Erinmore                   | Sam Mendes                     |
| 2020               | The Secret Garden                            | The Secret Garden                               | Archibald Craven                   | Marc Munden                    |
| 2020               | Supernova                                    | Supernova                                       | Sam                                | Harry Macqueen                 |
| 2021               | Mothering Sunday                             | Primavera en Beechwood                          | Mr. Godfrey Niven                  | Eva Husson                     |
| 2021               | Operation Mincemeat                          | El arma del engaño                              | Ewen Montagu                       | John Madden                    |
| 2022               | Empire of Light                              | El Imperio de la luz                            | Mr. Ellis                          | Sam Mendes                     |
| 2023               | Rye Lane                                     | Amor en Rye Lane                                | Chef                               | Raine Allen-Miller             |
| 2023               | Barbie                                       | Barbie                                          | Mark Darcy (cameo)                 | Greta Gerwig                   |
| 2025               | Bridget Jones: Mad About the Boy             | Bridget Jones: loca por él                      | Mark Darcy                         | Michael Morris                 |
| (Fuente: IMDb.com) |                                              |                                                 |                                    |                                |
|                    |                                              |                                                 |                                    |                                |

#### Productor
| Año                | Título original                      | Rol                 | Director     |
| ------------------ | ------------------------------------ | ------------------- | ------------ |
| 2007               | In Prison My Whole Life (Documental) | Productor ejecutivo | Marc Evans   |
| 2015               | Eye in the Sky                       | Productor           | Gavin Hood   |
| 2016               | Loving                               | Productor           | Jeff Nichols |
| (Fuente: IMDb.com) |                                      |                     |              |
|                    |                                      |                     |              |

### Televisión
| 1984               | Crown Court                                                  | PC Franklin                | Episodio «Citizens: Parte 1»                                       |  |  |
| 1984               | The secret garden                                            | Colin Craven               | Película para televisión                                           |  |  |
| 1985               | Dutch Girls                                                  | Neil Truelove              | Película para televisión                                           |  |  |
| 1986               | Lost Empires                                                 | Richard Herncastle         | En 7 Episodios                                                     |  |  |
| 1987               | Tales from the Hollywood Hills: Pat Hobby Teamed with Genius | Rene Wilcox                | Película para televisión                                           |  |  |
| 1987               | Camille                                                      | Armand Duval               | Película para televisión                                           |  |  |
| 1988               | Tumbledown                                                   | Robert Lawrence            | Película para televisión                                           |  |  |
| 1991               | The Play on One                                              | Alan                       | Episodio: «Out of the Blue»                                        |  |  |
| 1992               | Rehenes                                                      | John McCarthy              | Película para televisión                                           |  |  |
| 1994               | Ruth Rendell Mysteries                                       | Stephen Whalby             | En 3 episodios: «Master of the Moor». 1.ª, 2.ª y 3.ª partes        |  |  |
| 1994 1995          | Performance                                                  | Charles Holroyd            | En 2 episodios: «The Deep Blue Sea» «The Widowing of Mrs. Holroyd» |  |  |
| 1995               | Orgullo y prejuicio                                          | Fitzwilliam Darcy          | Miniserie                                                          |  |  |
| 1996               | Nostromo                                                     | Charles Gould              | Miniserie                                                          |  |  |
| 1999               | The Turn of the Screw                                        | Maestro                    | Película para televisión                                           |  |  |
| 2000               | Donovan Quick                                                | Donovan Quick/Daniel Quinn | Película para televisión                                           |  |  |
| 2001               | La solución final                                            | Wilhelm Stuckart           | Película para televisión                                           |  |  |
| 2006               | Born Equal                                                   | Mark Armitage              | Película para televisión                                           |  |  |
| 2007               | Celebration                                                  | Russell                    | Película para televisión                                           |  |  |
| 2017               | Red Nose Day Actually                                        | Jamie Bennett              | Corto para televisión                                              |  |  |
| 2022               | La escalera                                                  | Michael Peterson           | Miniserie                                                          |  |  |
| 2025               | Lockerbie: A Search for Truth                                | Jim Swire                  | Miniserie                                                          |  |  |
| (Fuente: IMDb.com) |                                                              |                            |                                                                    |  |  |
|                    |                                                              |                            |                                                                    |  |  |

## Teatro
- Chatsky, 1992, Almeida Theatre, Londres.
- The Caretaker, 1990, Comedy Theatre, Londres.
- Desire Under the Elms, 1986, Greenwich Theatre, Londres.
- The Lonely Road, 1984, Old Vic, Londres.
- Another Country, 1983, Greenwich Theatre, Londres.

## Distinciones

### Condecoraciones
- Colin Firth fue condecorado por la reina Isabel II de Inglaterra como comandante-comendador de la Orden del Imperio Británico, desde 2011.[11]
- Firth recibió una estrella en el Paseo de la fama de Hollywood en 2011.[12]
- Se le concedió un doctorado honoris causa por la Universidad de Winchester en 2007
- Es un Freeman de la ciudad de Londres desde 2012.[13]

## Premios y nominaciones
Premios Óscar
| Año  | Categoría   | Película            | Resultado | Ref.   |
| ---- | ----------- | ------------------- | --------- | ------ |
| 2010 | Mejor actor | A single man        | Nominado  | [ 14 ] |
| 2011 | Mejor actor | El discurso del rey | Ganador   | [ 15 ] |

Premios Globo de Oro
| Año  | Categoría           | Película            | Resultado | Ref.   |
| ---- | ------------------- | ------------------- | --------- | ------ |
| 2010 | Mejor actor - Drama | A single man        | Nominado  | [ 16 ] |
| 2011 | Mejor actor - Drama | El discurso del rey | Ganador   | [ 16 ] |

Premios BAFTA
| Año  | Categoría              | Película                   | Resultado | Ref.   |
| ---- | ---------------------- | -------------------------- | --------- | ------ |
| 2002 | Mejor actor de reparto | El diario de Bridget Jones | Nominado  | [ 17 ] |
| 2010 | Mejor actor            | A single man               | Ganador   | [ 17 ] |
| 2011 | Mejor actor            | El discurso del rey        | Ganador   | [ 17 ] |

Premios Primetime Emmy
| Año  | Categoría                            | Trabajo     | Resultado | Ref.   |
| ---- | ------------------------------------ | ----------- | --------- | ------ |
| 2022 | Mejor actor de miniserie o telefilme | La escalera | Nominado  | [ 18 ] |

Premios del Sindicato de Actores
| Año  | Categoría     | Película            | Resultado | Ref.   |
| ---- | ------------- | ------------------- | --------- | ------ |
| 1997 | Mejor reparto | El paciente inglés  | Nominado  | [ 19 ] |
| 1999 | Mejor reparto | Shakespeare in Love | Ganador   | [ 20 ] |
| 2010 | Mejor actor   | A single man        | Nominado  | [ 21 ] |
| 2011 | Mejor reparto | El discurso del rey | Ganador   | [ 22 ] |
| 2011 | Mejor actor   | El discurso del rey | Ganador   | [ 22 ] |

Premios de la Crítica Cinematográfica
| Año  | Categoría   | Película            | Resultado | Ref.   |
| ---- | ----------- | ------------------- | --------- | ------ |
| 2010 | Mejor actor | A single man        | Nominado  | [ 23 ] |
| 2011 | Mejor actor | El discurso del rey | Ganador   | [ 24 ] |

Festival Internacional de Cine de Venecia
| Año  | Categoría                | Película     | Resultado | Ref.   |
| ---- | ------------------------ | ------------ | --------- | ------ |
| 2009 | Copa Volpi a mejor actor | A single man | Ganador   | [ 25 ] |